# Praia do Bico do Pato (Sergipe)
A Praia do Bico do Pato, que fica no bairro Coroa do Meio, em Aracaju, está localizada próximo ao Shopping Riomar, na confluência do Rio Sergipe com o Poxim. De acordo com o índice de balneabilidade, que indica se a água está própria, medido pela Secretaria de Estado do Meio Ambiente e dos Recursos Hídricos (Semarh), em Sergipe, indica que o trecho do Bico do Pato geralmente entra na lista das praias que estão impróprias para o banho.